# Смит, Уильям (стрелок)
Уильям Альберт Смит (англ. William Albert Smith; 11 мая 1877, Оттава — 12 марта 1953, Оттава) — канадский стрелок, призёр летних Олимпийских игр.
Смит участвовал в летних Олимпийских играх в Лондоне в стрельбе из армейской винтовки среди команд. Вместе со своей сборной он занял третье место.